# Dưỡng bào
Dưỡng bào hay tế bào mast (còn có tên khoa học là mastocyte hoặc labrocyte) là một tế bào thường trú của mô liên kết chứa nhiều hạt giàu histamine và heparin. Loại tế bào này được xếp vào nhóm bạch cầu hạt có nguồn gốc từ tế bào gốc dòng tủy và là một phần của hệ miễn dịch cũng như hệ miễn dịch thần kinh (neuroimmune systems). Dưỡng bào được nhà khoa học người Đức Paul Ehrlich phát hiện lần đầu vào năm 1877. thông tin chưa chính xác